# Doddaveeranahalli, Tumkur
Doddaveeranahalli là một làng thuộc tehsil Tumkur, huyện Tumkur, bang Karnataka, Ấn Độ.